# Miquel Esquius i Miquel
Miquel Esquius i Miquel (Súria) és el comissari en cap del Cos de Mossos d'Esquadra des del 26 d'agost de 2024. Fou també comissari en cap entre el 10 de juliol del 2018 i el 3 de juny del 2019.
Diplomat en Ciències Religioses i amb un postgrau en Gestió de la Mobilitat, va ingressar al cos dels Mossos d'Esquadra el 1986, va ser de la segona promoció d'agents del cos i de la primera promoció del cos de Trànsit. Va ser cap de l'Àrea Regional de Trànsit de Girona fins al 2000, cap de l'Àrea de Trànsit de la Regió Central fins al 2002, sotscap de la Comissaria Territorial fins al 2004 i després cap de la Comissaria Superior de Coordinació Territorial, o sigui, el número 2.
El 10 de juliol del 2018 va ser nomenat comissari en cap del cos. En aquell moment el càrrec estava vacant, ja que el 14 de juny Ferran López havia dimitit. Aquest darrer havia assumit el càrrec després de la destitució de Josep Lluís Trapero per l'aplicació de l'Article 155 de la Constitució espanyola de 1978. Esquius va dir que assumia el càrrec «per responsabilitat». Va estar onze mesos al càrrec, ja que el 3 de juny de 2019 va ser rellevat pel mateix conseller que l'havia nomenat, Miquel Buch. El seu substitut fou Eduard Sallent, que feia pocs dies que era comissari. Esquius va passar a ser el nou cap de la Regió Policial Pirineu Occidental.
El 26 d'agost de 2024 va ser nomenat per segon cop en la seva carrera Comissari en cap del cos, assumint les competències de la Subdirecció Operativa de la Direcció General de la Policia, rellevant a Eduard Sallent.